# صموئيل هندرسون
صموئيل هندرسون (بالإنجليزية: Samuel Henderson)‏ هو سياسي أمريكي، ولد في 27 نوفمبر 1764 في إنجلترا في المملكة المتحدة، وتوفي في 17 نوفمبر 1841 في الولايات المتحدة. حزبياً، نشط في الحزب الفيدرالي الأمريكي. وقد انتخب عضو مجلس النواب الأمريكي.